# 亨德里克-伊多-安巴赫特
亨德里克-伊多-安巴赫特（荷蘭語：Hendrik-Ido-Ambacht，發音：[ˈɦɛndrɪk ido ɑmbɑxt] ⓘ）是荷兰南荷兰省的一个市镇。2008年人口25.120。它位于艾瑟尔蒙德岛上，与兹韦恩德雷赫特、里德凯尔克和诺德河（Noord）相邻。该市镇面积11.99 km² (4.63 mile²) ，其中1.26 km² (0.49 mile²) 为水域。该市镇没有其他人口中心。